# Mariana Zachariadi
Mariana Zachariadi (gr.: Μαριάννα Ζαχαριάδη, Mariánna Zachariádi̱; ur. 25 lutego 1990, zm. 29 kwietnia 2013) – grecka lekkoatletka specjalizująca się w skoku o tyczce, od 1 maja 2008 reprezentująca Cypr.

## Osiągnięcia
- złoto igrzysk małych państw Europy (Nikozja 2009)
- 1. lokata na II lidze drużynowych mistrzostw Europy (Bańska Bystrzyca 2009)
- srebrny medal igrzysk śródziemnomorskich (Pescara 2009)
- 13. miejsce w eliminacjach halowych mistrzostw świata (Doha 2010)
- 1. lokata na III lidze drużynowych mistrzostw Europy (Marsa 2010)
- srebro igrzysk Wspólnoty Narodów (Nowe Delhi 2010)

## Rekordy życiowe
- skok o tyczce – 4,45 (2009) rekord Cypru
- skok o tyczce (hala) – 4,41 (2009) rekord Cypru